# Евфимий (Стилиос)
Митрополи́т Евфи́мий (греч. Μητροπολίτης Ευθύμιος в миру Евфи́миос К. Сти́лиос греч. Ευθύμιος Κ. Στύλιος; 1 мая 1929, Агринион — 24 декабря 2019, Афины) — епископ Элладской православной церкви, митрополит Ахелоский (2000—2019), викарий Афинской архиепископии, духовный писатель.

## Биография
Родился 1 мая 1929 года в Агринионе, в Греции.
В 1952 году окончил богословский институт Афинского университета, где в 1980 году защитил диссертации со степенью доктора богословия.
С 1955 по 1964 год был в должности секретаря Всемирной братства православной молодёжи «Синдесмос».
В 1962 году был хиротонисан во диакона, а в 1963 году — во пресвитера.
22 декабря 1968 года состоялась его архиерейская хиротония в сан епископа Ахелоского, викария Афинской архиепископии в должности которого пребывал более пятидесяти лет. В 2000 году возведён в достоинство титулярного митрополита.
Скончался 24 декабря 2019 года в Афинах.